# Rundling
Een Rundling of Rundlingsdorf (Pools: Okolnica) is een in het noordoosten van het huidige Duitsland en het westen van het huidige Polen bestaand dorpstype, enigszins verwant aan het Nederlandse ringdorp.
Het bestaat doorgaans uit een groep dicht bij elkaar staande, middelgrote of grote boerderijen, die aan een min of meer rond dorpsplein zijn gegroepeerd. Naar dit dorpsplein leidt doorgaans maar één weg, daardoor worden ongenode bezoekers snel door velen opgemerkt. Het meest westelijke van de dorpen van dit type is Wendezelle, gemeente Wendeburg, in de Landkreis Peine.
Veel van dit type dorpen zijn ontstaan in de tijd van de Oostkolonisatie. Vooral in de 13e eeuw werd de Slavische bevolking onder Duits bestuur gehuisvest in nieuw aangelegde dorpen. Vaak werden grote vakwerkboerderijen van het hallenhuistype met een grote deur aan de voorzijde gebouwd. Veel van deze dorpen zijn bewaard gebleven, vooral in de streek Wendland, die grotendeels in de Landkreis Lüchow-Dannenberg ligt.

## Afbeeldingen

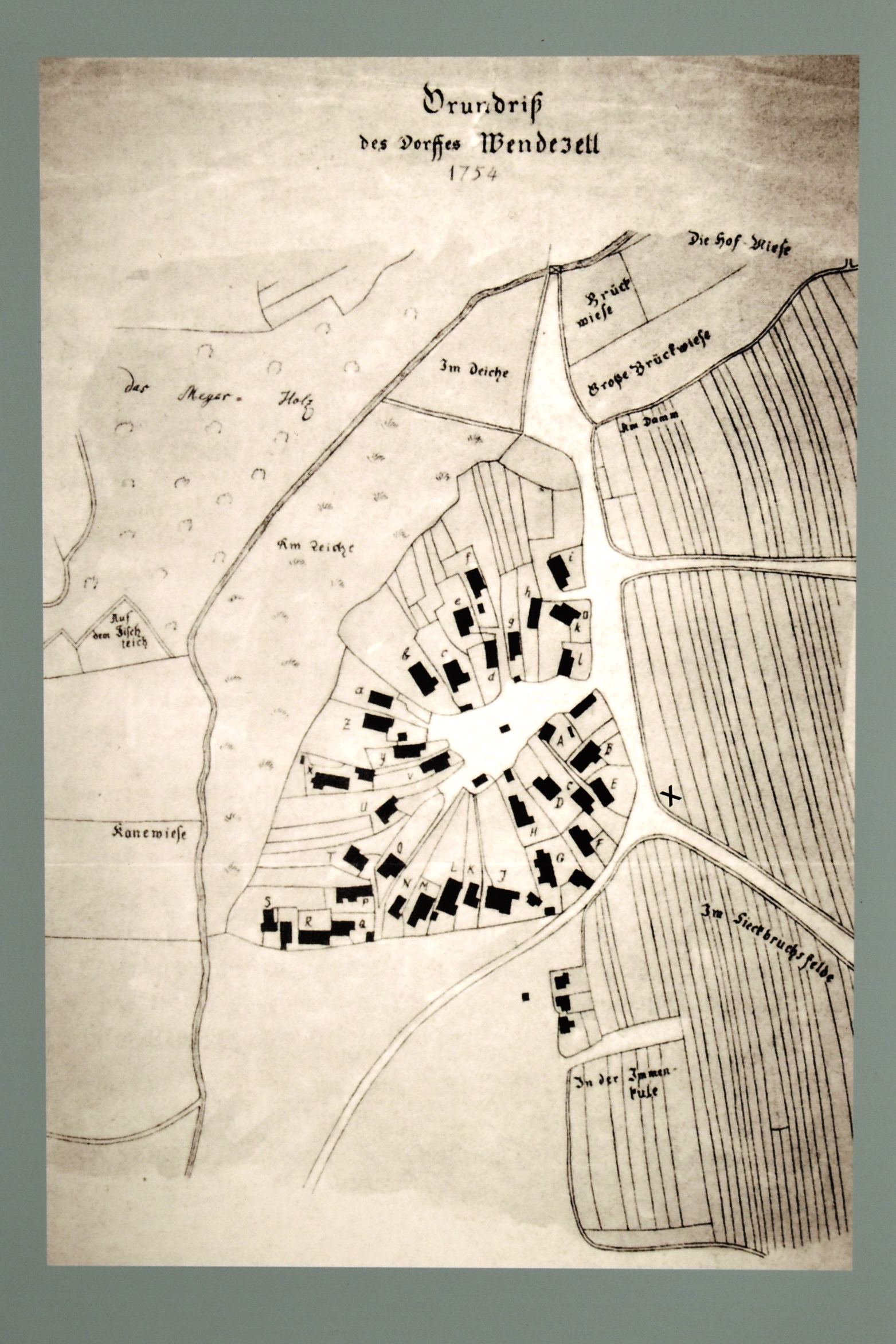
Wendezelle in de 18e eeuw
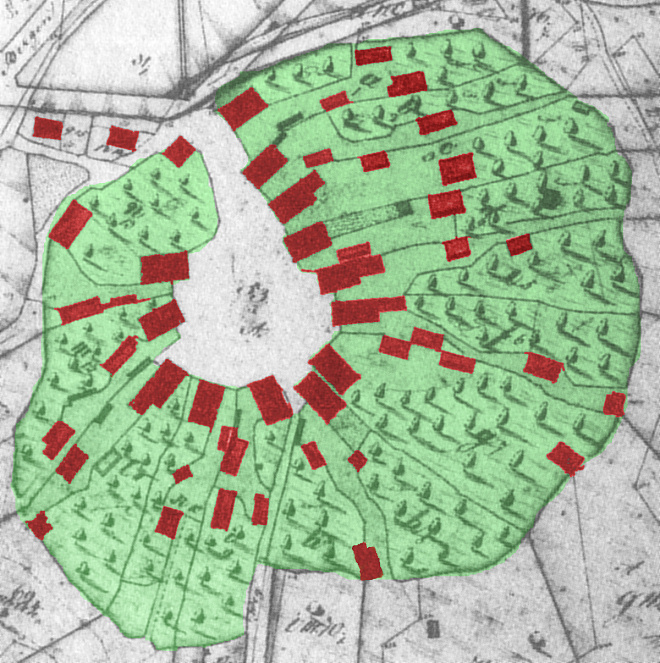
Plattegrond van het Rundlingsdorf Köhlen, 1830
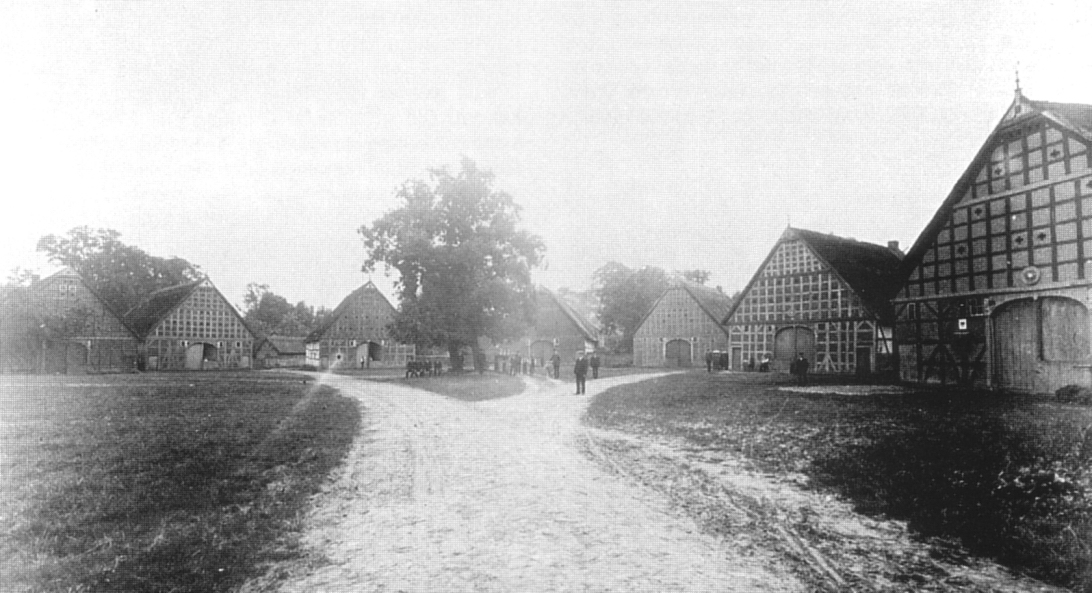
Foto van Köhlen uit 1900
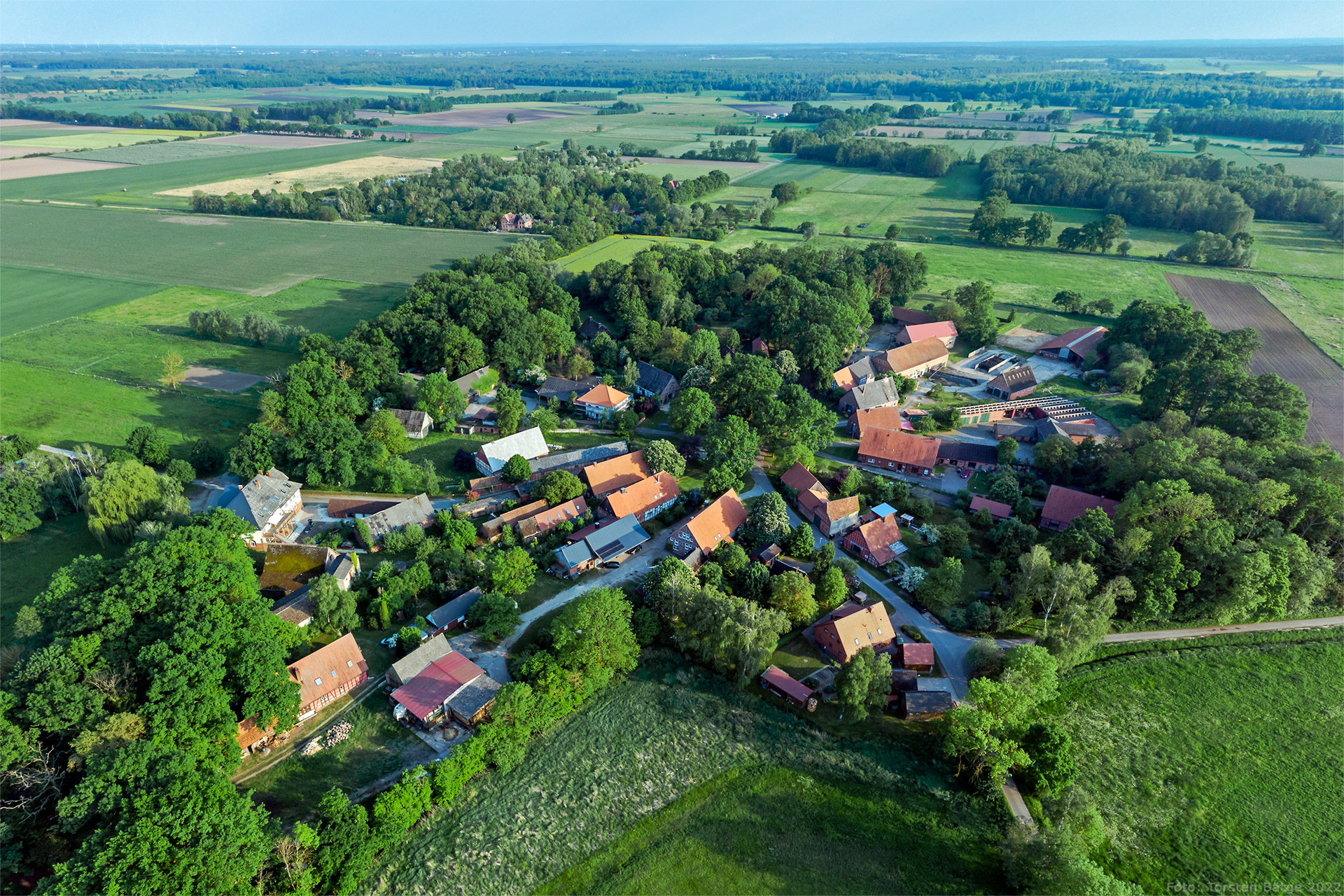
Schreyahn, gemeente Wustrow
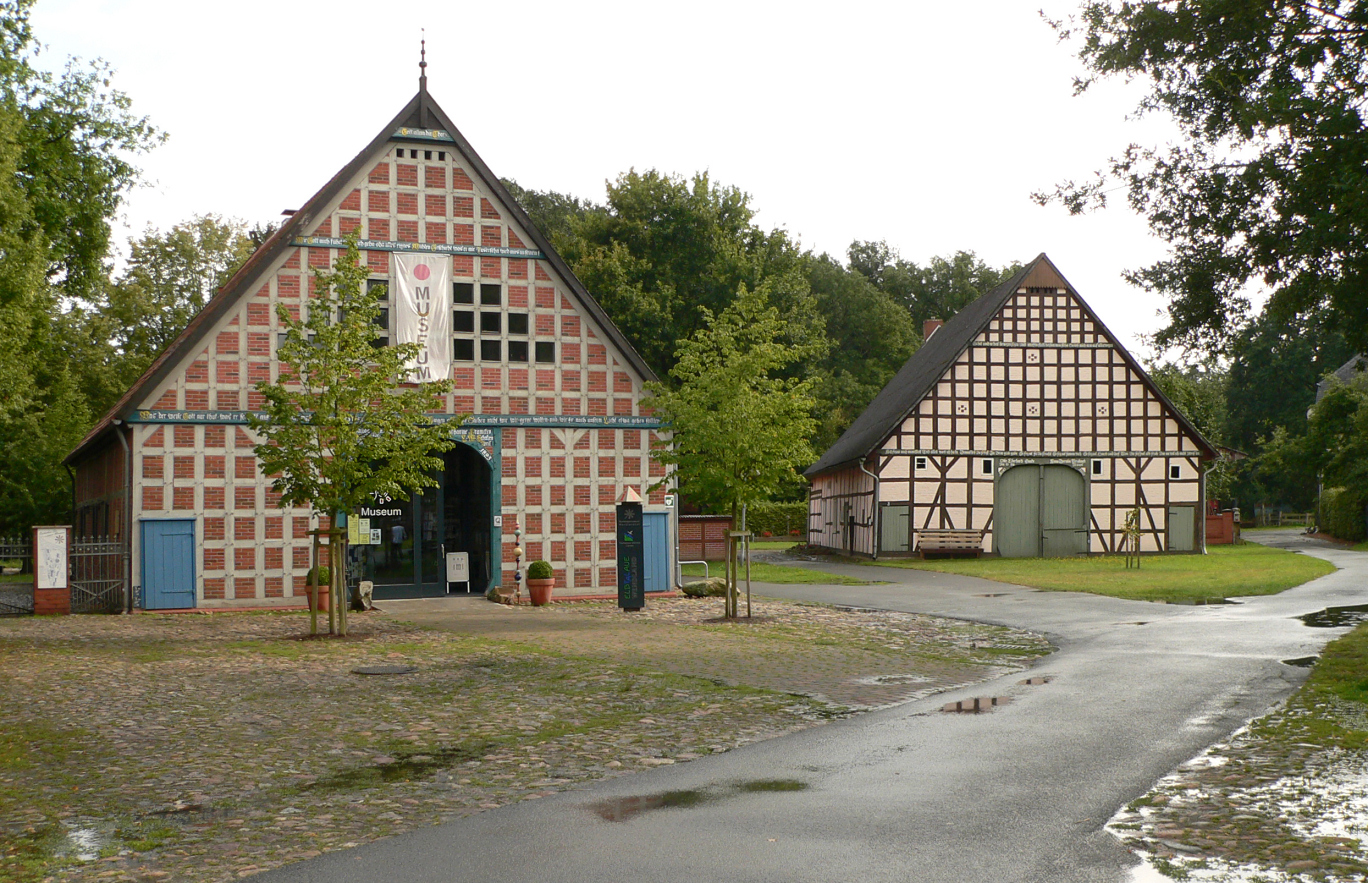
Rundlingsmuseum Wendlandhof, Lübeln, gem. Küsten, Samtgemeinde Lüchow
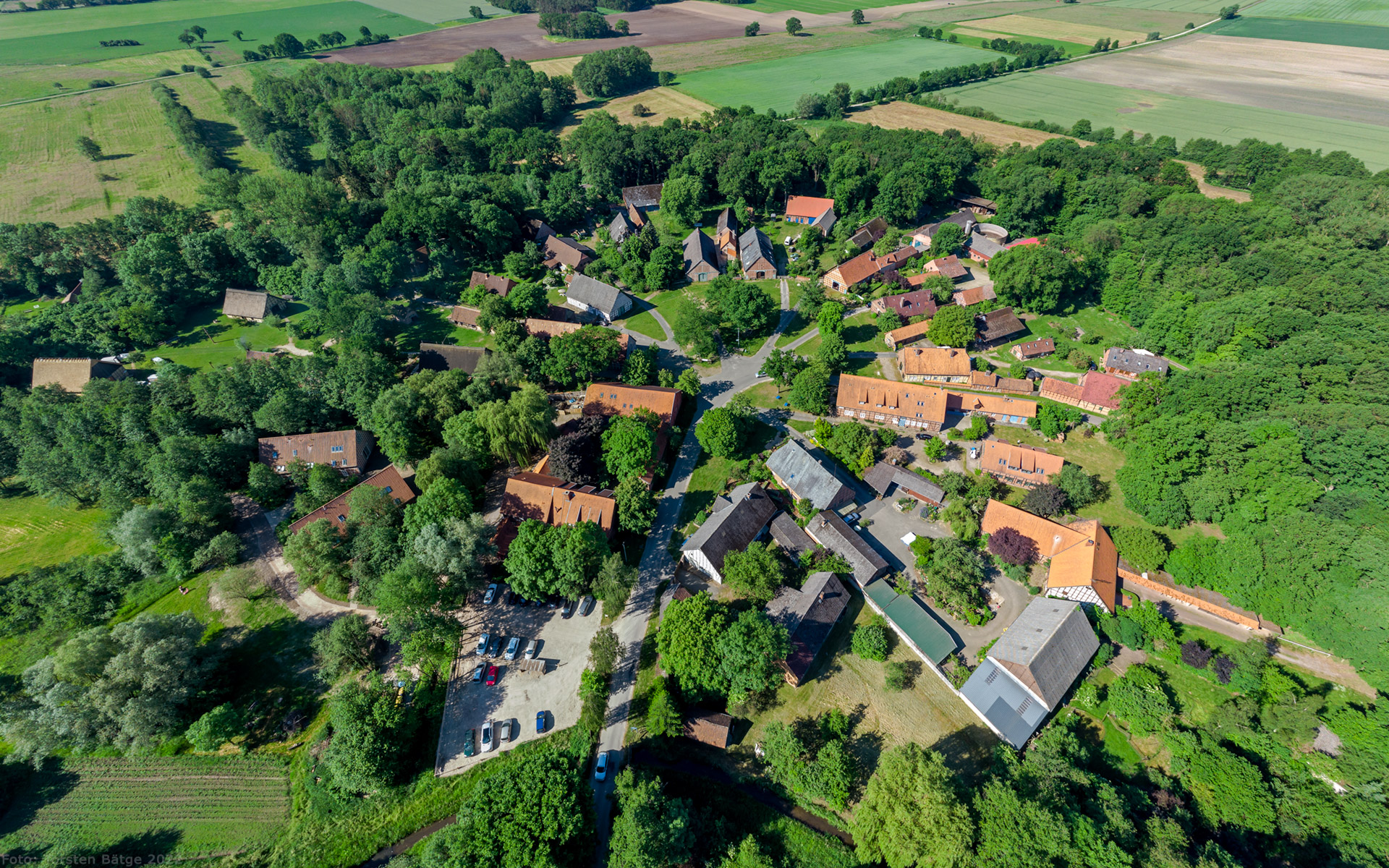
Luchtfoto van dit dorp